# Швейцария на «Евровидении-1960»
Швейцария приняла участие в Евровидении 1960, проходившем в Лондоне, Великобритания. Её представила Анита Траверси с песней «Cielo e terra», выступившая под номером 9. В этом году страна получила 5 очков, разделив восьмое и девятое места вместе с Италией, получившей такое же количество баллов. Комментаторами конкурса от Швейцарии в этом году стали Теодор Халлер и Джорджс Харди, а глашатаем — Борис Акуадро.

## Национальный отбор[3]
| Номер | Артист           | Песня                  | Место |
| ----- | ---------------- | ---------------------- | ----- |
| 1     | Фуд Леклерк      | «Attrap'ça»            | —     |
| 2     | Анита Траверси   | «Malcantonesina»       | —     |
| 3     | Джо Роланд       | «Madrigal»             | —     |
| 4     | Фуд Леклерк      | «La java sans tralala» | —     |
| 5     | Bianco Cavallini | «Frühling»             | —     |
| 6     | Gianni Ferraresi | «E' stata qui'»        | —     |
| 7     | Анита Траверси   | «Cielo e terra»        | 1-е   |
| 8     | Фуд Леклерк      | «Chin chin»            | —     |
| 9     | Джо Роланд       | «Chérie, chérie»       | —     |

Финал национального отбора состоялся 29 февраля 1960 года в телестудии DRS TV в Базеле. Победу одержала Анита Траверси с песней «Cielo e terra», которая уже принимала участие в отборе в 1956 году. Фуд Леклерк, представлявший Бельгию на конкурсе в 1956 и 1958 годах, также принял участие в отборе, несмотря на то, что уже являлся победителем отбора в Бельгии и стал её представителем на конкурсе в этом году.

## Страны, отдавшие баллы Швейцарии
Каждая страна имела жюри в количестве 10 человек, каждый человек мог отдать очко понравившейся песне.
| Отдали Швейцарии… | Отдали Швейцарии…          |
| 2 балла           | 1 балл                     |
| ----------------- | -------------------------- |
| Австрия           | Люксембург Норвегия Италия |

## Страны, получившие баллы от Швейцарии
| 4 балла | Великобритания, Норвегия |
| 1 балл  | Монако, Франция          |